# Guarujá do Sul
Guarujá do Sul, amtlich portugiesisch Município de Guarujá do Sul, ist eine Gemeinde im fernen Westen des brasilianischen Bundesstaates Santa Catarina nahe der Grenze zu Argentinien. Die Distanz zur Landeshauptstadt Florianópolis beträgt etwa 750 km. Guarujá hatte geschätzt zum 1. Juli 2021 rund 5196 Einwohner auf einer Fläche von 100,6 km² – was eine Bevölkerungsdichte von 48 Personen pro Quadratkilometer ergibt. Etwa die Hälfte der Einwohner lebt im Hauptort, der Rest in Weilern und Gehöften.

## Geschichte
Guarujá do Sul wurde ab den 1940er Jahren von Nachkommen deutscher und italienischer Einwanderer aus dem Bundesstaat Rio Grande do Sul besiedelt.
Ein wohlhabender Unternehmer der Gegend benannte die gerade begründete Siedlung nach dem Seebad Guarujá an der Atlantikküste des Bundesstaates São Paulo, das er gerne besuchte. Bei der offiziellen Gründung der Gemeinde 1961 wurde der Name zum heutigen Guarujá do Sul (Guarujá des Südens) erweitert.
Um ein Einkommen zu erzielen, aber auch um Raum für Landwirtschaft zu erhalten, widmeten sich die Siedler zunächst der Holzwirtschaft. Bäume sind aber mittlerweile knapp geworden. Dieser Tage wird die Wirtschaft weiterhin von der Landwirtschaft bestimmt. In der Hauptsache werden Mais und Bohnen angebaut sowie Schweinezucht und Milchwirtschaft betrieben.